# Sam Hazeldine
Samuel „Sam” Hazeldine (ur. 29 marca 1972) – brytyjski aktor filmowy, telewizyjny i teatralny.

## Wybrana filmografia

### Filmy
- 2004: Bridget Jones: W pogoni za rozumem jako dziennikarz
- 2007: Perswazje jako Charles Musgrove
- 2010: Wilkołak jako Horatio
- 2012: Kruk: Zagadka zbrodni jako Ivan Reynolds
- 2013: Maszyna jako James
- 2014: W potrzasku. Belfast ’71 jako C.O.
- 2014: Obrońcy skarbów jako pułkownik Langton
- 2016: Grimsby jako Chilcott
- 2016: Łowca i Królowa Lodu jako łowca Liefr
- 2017: Bodyguard Zawodowiec jako Garrett

### Telewizja
- 2003: Główny podejrzany jako DC David Butcher
- 2005–2008: Nowe triki jako Mark
- 2006: Życie na Marsie jako Colin Raimes
- 2006: Detektyw Foyle jako Will Grayson
- 2006: Szpital Holby City jako Philip Jennssen
- 2006: Robin Hood jako Owen
- 2007–2008: Morderstwa w Midsomer jako Simon Dixon
- 2008: Emmerdale jako doktor Roger Elliot
- 2009: Waterloo Road jako kapitan Andy Rigby
- 2009: Paradoks jako Matt Hughes
- 2013: Ripper Street jako George Doggett
- 2013: Milczący świadek jako Scott Lambert
- 2014: Peaky Blinders jako George Sewell
- 2014–2015: Resurrection jako Caleb Richards
- 2017: Templariusze jako Godfrey
- 2018: The Innocents John McDaniel
- 2019: Świątynia jako Jack Lorean
- 2021: Wiedźmin jako Eredin
- 2022: Sandman jako Barnaby
- 2024: Władca Pierścieni: Pierścienie Władzy jako Adar